# Alliantie Nationale Solidariteit
Alliantie Nationale Solidariteit (Alianza Solidaridad Nacional) is een politieke alliantie in Peru. De alliantie werd opgericht in de aanloop naar de verkiezingen van 2011 en wordt gedomineerd door de Partij Nationale Solidariteit. Tijdens de verkiezingen behaalde de alliantie de vijfde plaats met 9 van de 130 zetels. Luís Castañeda was de presidentskandidaat voor alliantie. Hij behaalde 9,8% en ging niet door naar de volgende verkiezingsronde.
De oprichtende politieke partijen achter de Alliantie Nationale Solidariteit waren:
- Partij Nationale Solidariteit, de partij van Castañeda
- Unie voor Peru, deze partij trok zich terug uit de alliantie en schoof de uiteindelijk winnende president Ollanta Humala naar voren
- Verandering 90, de partij van Keiko Fujimori die de verkiezingen inging met Kracht 2011; Fujimori werd tweede bij de presidentsverkiezingen
- Altijd Samen (Siempre Unidos)
- Iedereen voor Peru (Todos por el Perú)